# Myodes shanseius
Myodes shanseius — вид грызунов рода  лесных полёвок (Myodes или Clethrionomys), трибы Clethrionomyni. Некорнезубый (!) представитель "корнезубого" рода. Он встречается только в центральной части северного Китая, где его среда обитания — леса.

## Таксономия
Myodes shanseius была впервые описана в 1908 году под своим нынешним названием британским зоологом Олдфилдом Томасом. Типовым местонахождением является Чао Чэн Шань в провинции Шаньси. Myodes shanseius часто рассматривается как подвид красносерой полевки (Myodes rufocanus). Однако, моляры у взрослых Myodes shanseius не имеют корней, что отличает их от этого вида и имеет тенденцию ассоциировать его с видами рода китайские полёвки (Eothenomys), хотя длина, текстура и цветовой рисунок меха больше похожи на Myodes, чем на Eothenomys. Myodes shanseius является аллопатрическим видом по отношению к полевке Myodes regulus с Корейского полуострова, с которым он образует видовой комплекс.

## Описание
Myodes shanseius внешне похожа на красносерую полёвку, но красноватая спина менее рыжая, а серые бока более охристо-серые. Низ серовато-охристый, хвост коричневый сверху и белый снизу. Верхняя поверхность стоп буровато-белая. Глаза маленькие, а уши маленькие и округлые. Коренные зубы у взрослых особей не имеют корней, что отличает эту полевку от красносерой полевки (Myodes rufocanus). Myodes shanseius имеет длину тела с головой 105 мм (4,1 дюйма) и длину хвоста от 25 до 30 мм (от 1,0 до 1,2 дюйма).

## Распространение и среда обитания
Myodes shanseius — эндемик Китая, где она встречается в южной части Ганьсу, северной части провинции Сычуань, северной части Шаньси, и в провинциях Шэньси, Хэбэй, Пекин, Внутренняя Монголия, Хэнань и Хубэй. Обычно встречается в лесистой местности и лесах.

## Поведение
Myodes shanseius в основном ведёт ночной образ жизни. Рацион вида состоит в основном из злаков, зелёных листьев и стеблей, и в меньшей степени он питается семенами.

## Охранный статус
Myodes shanseius имеет широкий ареал и, как предполагается, имеет большую общую численность. Этот вид присутствует в нескольких национальных заповедниках. Динамика численности неизвестна, но никаких конкретных угроз выявлено не было, и Международный союз охраны природы оценил его природоохранный статус как «вызывающий наименьшее беспокойство».